# Magnar Estenstad
Magnar Estenstad (ur. 27 września 1924 w Hølonda, zm. 13 maja 2004 w Meldal) – norweski biegacz narciarski, dwukrotny medalista olimpijski.

## Kariera
Igrzyska olimpijskie w Oslo w 1952 roku były pierwszymi i zarazem ostatnimi w jego karierze. Wspólnie z Hallgeirem Brendenem, Mikalem Kirkholtem i Martinem Stokkenem wywalczył srebrny medal w sztafecie 4 × 10 km. Ponadto na dystansie 50 km stylem klasycznym zdobył brązowy medal, ulegając jedynie dwóm Finom: zwycięzcy Veikko Hakulinenowi oraz drugiemu na mecie Eero Kolehmainenowi. Zajął także 11. miejsce w biegu na 18 km.
W 1950 roku wystartował na mistrzostwach świata w Lake Placid, gdzie zajął 7. miejsce w biegu na 50 km techniką klasyczną. Był to jego jedyny start na tych mistrzostwach i jak się później okazało jedyny start na mistrzostwach w ogóle. Kontuzja wykluczyła go bowiem z występu na mistrzostwach świata w Falun w 1954 roku.
Ponadto Estenstad był czterokrotnie mistrzem Norwegii: w biegu na 30 km w 1950 roku, w biegu na 50 km w 1948 i 1949 roku, a także raz w sztafecie. W 1953 r. został nagrodzony medalem Holmenkollen.

## Osiągnięcia

### Igrzyska olimpijskie
| Miejsce | Dzień     | Rok  | Miejscowość | Konkurencja             | Czas biegu | Strata    | Zwycięzca        |
| ------- | --------- | ---- | ----------- | ----------------------- | ---------- | --------- | ---------------- |
| 11.     | 18 lutego | 1952 | Oslo        | 18 km stylem klasycznym | 1:01:34 h  | +2:52 min | Hallgeir Brenden |
| 3.      | 20 lutego | 1952 | Oslo        | 50 km stylem klasycznym | 3:33:33 h  | +4:55 min | Veikko Hakulinen |
| 2.      | 23 lutego | 1952 | Oslo        | Sztafeta 4 × 10 km      | 2:20:16 h  | +2:57 min | Finlandia        |

### Mistrzostwa świata
| Miejsce | Dzień    | Rok  | Miejscowość | Konkurencja             | Czas biegu | Strata    | Zwycięzca       |
| ------- | -------- | ---- | ----------- | ----------------------- | ---------- | --------- | --------------- |
| 7.      | 6 lutego | 1950 | Lake Placid | 50 km stylem klasycznym | 2:59:05 h  | +5:14 min | Gunnar Eriksson |